# Плотников Віктор Володимирович
Плотников Віктор Володимирович (нар. 28 жовтня 1977, Львів, Українська РСР) — український професійний боксер, що виступає у  напівсередній вазі.

## Професіональна кар'єра
Дебютував на професійному рингу 29 березня 2002 року у Львові.
12 грудня 2007 року у Львові в бою проти венесуельця Карлоса Донк'юіза здобув перемогу за очками і завоював титул чемпіона світу за версією GBU у напівсередній вазі.
3 травня 2008 року в бою за титул чемпіона Європи за версією EBU зазнав поразки одноголосним рішенням суддів від чинного чемпіона бельгійця Джексона Осей Бонсу.
27 червня 2009 року у Львові зустрівся на ринзі з непереможним узбецьким боксером Шерзодбеком Алімжановим (15-0, 10КО) в бою за вакантний титул чемпіона за версією EBA і переміг рішенням більшості суддів.
28 лютого 2015 року у Белфасті, Північна Ірландія Віктор Плотников провів бій за вакантний титул інтерконтинентального чемпіона IBF у напівсередній вазі проти британця Дентола Вассела і здобув перемогу одностайним рішенням суддів — двічі 118-108 і 115-111. В 10 і 12 раундах британець побував у нокдаунах. Після цієї перемоги Плотников піднявся у рейтингу WBO в напівсередній вазі на 9 місце.
1 серпня 2015 року Віктор провів бій у Інверкаргіллі, Нова Зеландія проти перспективного австралійця Джеффа Горна (10-0-1, 8КО), який і відібрав у українця титул інтерконтинентального чемпіона IBF. У 6 раунді після зіткнення головами Горн отримав велике розсічення, і після 7 раунду бій був зупинений. На момент зупинки бою Горн лідирував на картках всіх суддів і одержав перемогу технічним рішенням.
27 травня 2016 року Плотников провів рейтинговий бій в Парижі проти колишнього чемпіона Франції і Євросоюзу француза марокканського походження Ахмеда Ель Мусауї і несподівано програв уже в 2 раунді, пропустивши нокаутуючий удар за 15 секунд до перерви. Ця поразка стала для Віктора четвертою в кар'єрі і першою нокаутом.
26 червня 2022 року Віктор розділеним суддівським рішенням переміг місцевого боксера, 37-річного Ронні Габеля і завоював титул WBU у першій середній вазі.